# ティリエール
ティリエール （Tillières）は、フランス、ペイ・ド・ラ・ロワール地域圏、メーヌ＝エ＝ロワール県のかつて存在したコミューン。

## 地理
モージュ地方のコミューンであるティリエールは、サン・ジェルマン・シュル・モワヌの北西にあり、ジェステとサン・クレスパン・シュル・モワヌの間を走る県道223号線、サン＝マケール＝アン＝モージュまで走る県道63号線が通る。ナントとショレ間を走る国道249号線にも近い。

## 歴史
1955年8月15日、TilliersのつづりからTillièresとなった。
2014年、自治体間連合に加盟するコミューン全てが合併する案が浮上した。2015年7月2日、自治体間連合に加盟する全てのコミューンの議会で、合併のうえ2015年12月15日よりコミューン・ヌーヴェル（fr、サルコジ政権時代に成立したフランス国家領土改革法によって、合併して誕生したコミューンの名称）であるセーヴルモワンヌ（Sèvremoine）が誕生することが可決された。正式に発表されたのは2015年10月5日の県条例においてである。

## 人口統計
| 1962年 | 1968年 | 1975年 | 1982年 | 1990年 | 1999年 | 2006年 | 2012年 |
| ------ | ------ | ------ | ------ | ------ | ------ | ------ | ------ |
| 1315   | 1311   | 1249   | 1234   | 1257   | 1268   | 1635   | 1757   |

source=1999年までLdh/EHESS/Cassini、2004年以降INSEE